# Бокапињоне (Ла Специја)
Бокапињоне је насеље у Италији у округу Ла Специја, региону Лигурија.
Према процени из 2011. у насељу је живело 28 становника. Насеље се налази на надморској висини од 99 м.